# مقاطعة سومرست (نيو جيرسي)
مقاطعة سومرست (بالإنجليزية: Somerset County, New Jersey)‏ هي إحدى مقاطعات ولاية نيو جيرسي في الولايات المتحدة. ، بلغ عدد سكانها 323444 نسمة في عام 2010 حسب إحصاء مكتب تعداد الولايات المتحدة وتصل الكثافة السكانية فيها 409 نسمة/كم2.

## أعلام
- جيمس إم. دريك
- جون شامبرز

## وصلات خارجية
- United States Counties